# Dieta di Spira (1526)
La Dieta imperiale di Spira, nota anche come "Spira I", la Dieta del 1526, iniziata sotto la presidenza di Ferdinando I, fratello minore dell'Imperatore, fu un incontro dei principi del Sacro Romano Impero, convocati da Carlo V Imperatore, tenutosi in Germania nel 1526 nella città libera di Spira, in tedesco Speyer.
Gli ambigui risultati della Dieta portarono ad una sospensione temporanea dell'Editto di Worms e aiutarono l'espansione del Luteranesimo. Questi risultati furono ripudiati nella successiva Dieta di Spira del 1529.
Viene prima dell'Atto di Supremazia.

## Cause
Con l'avanzare del Protestantesimo, l'esecuzione rigorosa dell'Editto di Worms (un editto di Carlo V del 1521 che metteva al bando Lutero e tutti i suoi scritti con condanne a morte e la sanzione della confisca di ogni cosa, come ad esempio una macchina da stampa, che si trovasse in loro possesso) era diventata sempre meno praticabile. Questo si rese evidente alla dieta imperiale di Spira, tenutasi nell'estate del 1526. Anche se l'imperatore del Sacro Romano Impero, Carlo V, aveva originariamente previsto di partecipare a questo incontro, a causa degli impegni nel resto del suo territorio fu costretto ad annullare la sua visita. La Dieta invece fu presieduta dall'arciduca Ferdinando I d'Austria, in nome di suo fratello imperatore. Ferdinando I fu incaricato di mettere d'accordo le due parti.
I principi protestanti professarono la propria fede qui per la prima volta, e furono notevolmente rafforzati dai delegati delle città imperiali in cui la Riforma aveva fatto progressi. La minaccia dell'invasione ottomana, e la contesa dell'Imperatore con il Papa, favorirono la causa protestante, e orientarono la maggioranza cattolica romana alla tolleranza.
L'andamento dei lavori della Dieta fu anche segnato dall'emergere graduale di vari gruppi di principi lungo le linee fissate dalla religione. Degni di nota tra questi furono Giovanni elettore di Sassonia e Filippo I Langravio d'Assia, che formarono una Lega a Gotha, che poi conclusero a Torgau nel febbraio del 1526, formando così la Lega di Torgau.

## Aspetti logistici
Come sempre per la Dieta delle città ospitanti, gli alloggi e approvvigionamenti per diverse migliaia di ospiti (solo l'elettore di Sassonia viaggiava con 700 ospiti e 400 cavalli) erano una sfida per il Consiglio territoriale, gli abitanti e proprietari terrieri. D'altra parte tali eventi fornivano alle città considerevoli guadagni. Dopo l'inaugurazione il 25 giugno 1526 con sfilate di principi e inviati alla cattedrale e il grande cerimoniale, la Dieta proseguì per due mesi.